# Lunucammina
Lunucammina es un género de foraminífero bentónico de la familia Geinitzinidae, de la superfamilia Geinitzinoidea, del suborden Fusulinina y del orden Fusulinida. Su especie tipo es Geinitzella (Lunucammina) permiana. Su rango cronoestratigráfico abarca desde el Frasniense (Devónico superior) hasta el Zechsteiniense (Pérmico superior).

## Clasificación
Lunucammina incluye a las siguientes especies:
- Lunucammina celsa †
- Lunucammina elongate †
- Lunucammina hastata †
- Lunucammina maior †
- Lunucammina olgae †
- Lunucammina permiana †
- Lunucammina plana †
- Lunucammina postcarbonica †
- Lunucammina uralica †

Otra especie considerada en Lunucammina es:
- Lunucammina conica, de posición genérica incierta